# 이페메라

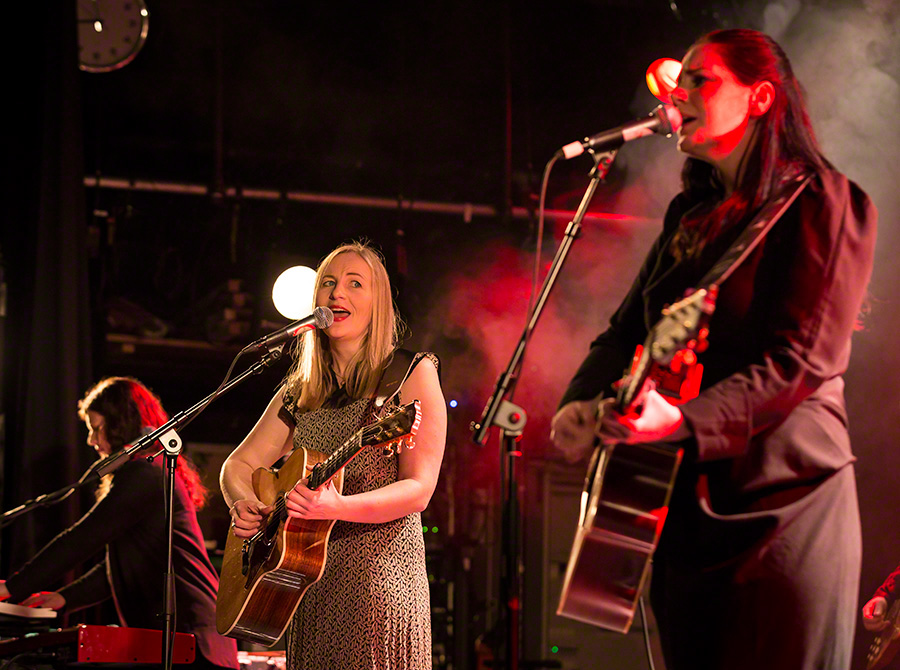
Emphemera, Oslo (2016)

이페메라(Ephemera)는 1994년 가을  노르웨이 베르겐에서 결성된 3인조 여성 밴드다.

## 구성원
- Inger Lise Størksen
- Christine Sandtorv
- Jannicke Larsen